# Pedaria hanae
Pedaria hanae là một loài bọ cánh cứng trong họ Bọ hung (Scarabaeidae).